# Lijst van nummer 1-hits in Italië in 2016
Deze hits stonden in 2016 op nummer 1 in de FIMI Single Top 10, de bekendste hitlijst in Italië.
| Datum        | Artiest                              | Titel                       |
| ------------ | ------------------------------------ | --------------------------- |
| 7 januari    | Maître Gims                          | Est-ce que tu m'aimes?      |
| 14 januari   | Maître Gims                          | Est-ce que tu m'aimes?      |
| 21 januari   | Maître Gims                          | Est-ce que tu m'aimes?      |
| 28 januari   | Maître Gims                          | Est-ce que tu m'aimes?      |
| 4 februari   | J Balvin                             | Ginza                       |
| 11 februari  | Maître Gims                          | Est-ce que tu m'aimes?      |
| 18 februari  | Francesca Michielin                  | Nessun grado di separazione |
| 25 februari  | J Balvin                             | Ginza                       |
| 3 maart      | J Balvin                             | Ginza                       |
| 10 maart     | Lukas Graham                         | 7 Years                     |
| 17 maart     | Alan Walker                          | Faded                       |
| 24 maart     | Alan Walker                          | Faded                       |
| 31 maart     | Alan Walker                          | Faded                       |
| 7 april      | Alan Walker                          | Faded                       |
| 14 april     | Alan Walker                          | Faded                       |
| 21 april     | Alan Walker                          | Faded                       |
| 28 april     | Alan Walker                          | Faded                       |
| 5 mei        | Álvaro Soler                         | Sofia                       |
| 12 mei       | J-AX & Fedez                         | Vorrei ma non posto         |
| 19 mei       | Alvaro Soler                         | Sofia                       |
| 26 mei       | J-AX & Fedez                         | Vorrei ma non posto         |
| 2 juni       | Alvaro Soler                         | Sofia                       |
| 9 juni       | Alvaro Soler                         | Sofia                       |
| 16 juni      | Alvaro Soler                         | Sofia                       |
| 23 juni      | Alvaro Soler                         | Sofia                       |
| 30 juni      | Alvaro Soler                         | Sofia                       |
| 7 juli       | Alvaro Soler                         | Sofia                       |
| 14 juli      | Alvaro Soler                         | Sofia                       |
| 21 juli      | Alvaro Soler                         | Sofia                       |
| 28 juli      | Sia                                  | Cheap Thrills               |
| 4 augustus   | Fabio Rovazzi                        | Andiamo a comandare         |
| 11 augustus  | Fabio Rovazzi                        | Andiamo a comandare         |
| 18 augustus  | Fabio Rovazzi                        | Andiamo a comandare         |
| 25 augustus  | Fabio Rovazzi                        | Andiamo a comandare         |
| 1 september  | Fabio Rovazzi                        | Andiamo a comandare         |
| 8 september  | Charlie Puth & Selena Gomez          | We Don't Talk Anymore       |
| 15 september | Major Lazer, Justin Bieber & MØ      | Cold Water                  |
| 22 september | Charlie Puth & Selena Gomez          | We Don't Talk Anymore       |
| 29 september | DJ Snake & Justin Bieber             | Let Me Love You             |
| 6 oktober    | DJ Snake & Justin Bieber             | Let Me Love You             |
| 13 oktober   | DJ Snake & Justin Bieber             | Let Me Love You             |
| 20 oktober   | Ghali                                | Ninna nanna                 |
| 27 oktober   | DJ Snake & Justin Bieber             | Let Me Love You             |
| 3 november   | Tiziano Ferro                        | Potremmo ritornare          |
| 10 november  | DJ Snake & Justin Bieber             | Let Me Love You             |
| 17 november  | DJ Snake & Justin Bieber             | Let Me Love You             |
| 24 november  | J-AX, Fedez, Stash & Levente         | Assenzio                    |
| 1 december   | J-AX, Fedez, Stash & Levente         | Assenzio                    |
| 8 december   | Fabio Rovazzi                        | Tutto motto interessante    |
| 15 december  | Fabio Rovazzi                        | Tutto motto interessante    |
| 22 december  | Clean Bandit, Sean Paul & Anne-Marie | Rockabye                    |
| 29 december  | Clean Bandit, Sean Paul & Anne-Marie | Rockabye                    |